# The Three Musketeers (1948)
The Three Musketeers (Os Três Mosqueteiros) é um filme estadunidense de 1948 dirigido por George Sidney com roteiro de Robert Ardrey e produção de  Pandro S. Berman com 125 minutos e gênero de aventura, ação, romance. Estrelado por Gene Kelly, no papel de D'Artagnan, Lana Turner, no papel de Lady Winter e Vincent Price, no papel do Cardeal de  Richelieu.

## Sinopse
No Século XVII, o jovem provinciano D'Artagnan parte em direção a Paris para tentar se juntar aos mosqueteiros, guardas do rei. No decorrer da história, ele acaba enfrentando muitos problemas, encontra um amor e ainda os amigos mosqueteiros Athos, Porthos e Aramis.

## Elenco
- Lana Turner      Lady de Winter / Charlotte
- Gene Kelly      D'Artagnan
- June Allyson     Constance
- Van Heflin       Athos / Robert
- Angela Lansbury  rainha Anne
- Frank Morgan     rei Louis XIII
- Vincent Price    Richelieu
- Keenan Wynn      Planchet
- John Sutton      O duke de Buckingham
- Gig Young        Porthos
- Robert Coote     Aramis
- Reginald Owen    Treville
- Ian Keith        Rochefort
- Patricia Medina  Kitty
- Richard Wyler    Albert
- Kirk Alyn        Amigo de Aramis (não-creditado)
- Tom Tyler        (não-creditado)